# Mermaid Avenue Vol. II
Mermaid Avenue Vol. II — студийный альбом английского фолк-рок музыканта Билли Брэгга и американской группы Wilco, изданный 30 мая 2000 года на лейбле Elektra Records. В него вошли ранее не звучавшие тексты песен американского фолк-певца Вуди Гатри, положенные на музыку, написанную и исполненную Брэггом и Wilco. Он продолжает проект, первоначально задуманный дочерью Гатри, Норой Гатри, который привёл к выпуску альбома Mermaid Avenue в 1998 году. Оба тома были собраны в бокс-сет 2012 года вместе с третьим томом под названием Mermaid Avenue: The Complete Sessions.
Трек 9 «Blood of the Lamb» — это переработка Вуди стандарта госпел-музыки 1878 года «Are You Was washed in the Blood?», написанного Элишей А. Хоффманом.

## Отзывы
| Совокупная оценка             | Совокупная оценка |
| Источник                      | Оценка            |
| ----------------------------- | ----------------- |
| Metacritic                    | 82/100            |
| Оценки критиков               |                   |
| Источник                      | Оценка            |
| AllMusic                      | [ 3 ]             |
| Chicago Sun-Times             | [ 4 ]             |
| Christgau's Consumer Guide    | A−                |
| Entertainment Weekly          | B+                |
| The Guardian                  | [ 7 ]             |
| Pitchfork                     | 6.3/10            |
| Q                             | [ 9 ]             |
| Rolling Stone                 | [ 10 ]            |
| The Rolling Stone Album Guide | [ 11 ]            |
| Spin                          | 7/10              |

Альбом получил положительные отзывы музыкальной критики и интернет-изданий. Альбом получил 82 балла из 100 на Metacritic, основываясь на профессиональных рецензиях, что значит «общее одобрение».
Стивен Томас Эрлевайн из AllMusic отметил, что «музыка, написанная и исполненная Билли Брэггом, наиболее убедительна, поскольку он уловил каденции и дух музыки Гатри. Они звучат как классические, выветрившиеся народные песни, в то время как номера Wilco — это современное изобретение, сплетение музыки, которая явно принадлежит им, со словами Гатри».

## Список композиций
Все тексты написаны Вуди Гатри.
| №   | Название                                                   | Музыка                   | Длительность |
| --- | ---------------------------------------------------------- | ------------------------ | ------------ |
| 1.  | «Airline to Heaven» (Words: 1939; Music: 1997)             | Джей Беннетт/Джефф Туиди | 4:50         |
| 2.  | «My Flying Saucer» (Words: 1950; Music: 1995)              | Билли Брэгг              | 1:45         |
| 3.  | «Feed of Man» (Music: 1998)                                | Туиди                    | 4:08         |
| 4.  | «Hot Rod Hotel» (Words: 1949; Music: 1996)                 | Брэгг                    | 3:17         |
| 5.  | «I Was Born» (Words: 1950; Music: 1996)                    | Брэгг                    | 1:50         |
| 6.  | «Secret of the Sea» (Words: 1939; Music: 1999)             | Беннетт/Туиди            | 2:42         |
| 7.  | «Stetson Kennedy» (Words: 1950; Music: 1997)               | Брэгг                    | 2:39         |
| 8.  | «Remember the Mountain Bed» (Words: 1944; Music: 1999)     | Туиди/Беннетт            | 6:26         |
| 9.  | «Blood of the Lamb» (Words: 1955; Music: 1997)             | Беннетт/Туиди            | 4:16         |
| 10. | «Aginst th' Law» (Words: 1947; Music: 1995)                | Брэгг                    | 3:03         |
| 11. | «All You Fascists» (Words: 1942; Music: 1997)              | Брэгг                    | 2:43         |
| 12. | «Joe DiMaggio Done It Again» (Words: 1949; Music: 1995)    | Брэгг                    | 2:31         |
| 13. | «Meanest Man» (Words: 1945; Music: 1997)                   | Брэгг                    | 3:46         |
| 14. | «Black Wind Blowing» (Music: 1997)                         | Брэгг                    | 3:00         |
| 15. | «Someday Some Morning Sometime» (Words: 1948; Music: 2000) | Tweedy                   | 2:53         |

## Чарты
| Чарт (2000)                      | Высшая позиция |
| -------------------------------- | -------------- |
| Австралия (ARIA)                 | 45             |
| Великобритания (UK Albums Chart) | 61             |
| США (Billboard 200)              | 88             |